# Dipodomys deserti
Dipodomys deserti är en däggdjursart som beskrevs av Stephens 1887. Dipodomys deserti ingår i släktet känguruspringmöss och familjen påsmöss. IUCN kategoriserar arten globalt som livskraftig. Inga underarter finns listade i Catalogue of Life. Wilson & Reeder (2005) skiljer mellan fyra underarter.
Artepitet deserti syftar på djurets habitat som utgörs av öknar och andra torra landskap.

## Utseende
Arten är en av de största inom släktet Dipodomys och den har det mest avplattade kraniet. Honor är med en genomsnittlig kroppslängd (huvud och bål) av 13,6 cm, en genomsnittlig svanslängd av 19,5 cm och en vikt av 83 till 141 g mindre än hanar. Exemplar av hankön är i genomsnitt 14,1 cm långa (utan svans), med en 20,1 cm lång svans och en vikt av 91 till 148 g. Dipodomys deserti har cirka 5,3 cm långa bakfötter och ungefär 1,6 cm stora öron. Ovansidan har en ljus rödbrun till svartgrå grundfärg. På undersidan, på halva armen fram mot tassarna och på bakbenens framsida förekommer vit päls. Flera exemplar har en vit fläck vid varje öga eller/och en vit fläck bakom varje öra som över axlarna kan vara sammanlänkade med undersidan. En vit strimma över höften och en mörk fläck i ansiktet där morrhåren börjar kan vara otydliga. Allmänt finns ingen längsgående mörk strimma på ryggens topp. Vid svansens bakre halva bildar långa hår en tofs och de sista 25 mm av tofsen är vita. Liksom andra känguruspringmöss har arten kindpåsar för att transportera födan. Antalet tår vid bakfoten är fyra.
På ryggens mitt finns en körtel i huden som liknar ett läkande sår. Den är störst mellan april och juni samt i november och december. Vätskan som produceras i körteln har antagligen betydelse för pälsbytet eller för fortplantningen. Honan har ett par spenar på bröstet och två par vid ljumsken.

## Utbredning
Arten förekommer i sydvästra USA och nordvästra Mexiko. Den lever i sanddyner och i andra torra landskap med glest fördelad växtlighet.
Dipodomys deserti lever i regioner med en genomsnittlig årsnederbörd av 125 mm, där årets högst temperaturer oftast ligger vid 30 °C och med lägsta temperaturer vid cirka 0 °C. Landskapet är ungefär till 17 procent täckt av buskar och till cirka 1,5 procent av gräs. Buskarna är vanligen 20 till 40 cm höga. Typiska växter är kreosotbuske, gräsarten Hilaria rigida samt släktena Fouquieria, ambrosior, opuntiasläktet och palmliljesläktet. Även andra växter som Sarcobatus vermiculatus, Atriplex canescens och medlemmar av malörtssläktet kan förekomma.

## Ekologi
Dipodomys deserti rör sig under vanliga förhållanden med en hastighet av 5,6 km/h och varje skutt är ungefär 60 cm lång. Arten kan uthärda långa tider endast med vätskan som finns i föda men den dricker gärna vatten när det finns. Djuret håller ingen vinterdvala och förmågan att inta ett tillfälligt stelt tillstånd (torpor) är inte bra utvecklad. Vid utgångarna av tunnelsystemet skapas en jordhög som ofta ligger i skyddet av växtligheten. Gångarna och de tillhörande förvaringsrum samt sovrum ligger 30 till 120 cm under markytan. Sovplatsen fodras med torrt gräs och med andra växtrester. Ingångar som inte används får ett plugg av jord eller annan bråte. Dipodomys deserti bildar vanligen kolonier med 6 till 12 tunnelsystem. Det är däremot inga riktiga kolonier utan flera exemplar som har sina bon intill varandra. Individerna skapar upp till 68 meter långa stigar genom att trampa ned växtligheten eller bita av växtdelar. Ibland accepteras andra djur i boet som ekorren Xerospermophilus tereticaudus eller ökenkanin. Allmänt undviker arten suckulenter som föda men undantag dokumenterades.
När honan inte är brunstig lever varje exemplar ensam i boet förutom honor med ungar. Individerna är främst nattaktiva men kan vara sysselsatt med byggaktiviteter under dagen. Hos Dipodomys deserti förekommer inga strider mellan artfränder. Arten kastar sand mot främmande djur eller föremål som känns hotande. Denna känguruspringmus badar ofta i sanden för att rensa pälsen från oljeliknande vätskor och annat fett.
Arten har flera naturliga fiender som ökenkatträv och andra rävar, prärievarg, hornuggla och andra rovlevande fåglar, Pituophis melanoleucus och andra ormar samt fläckskunkar.

### Föda
Födan utgörs bland annat av frön från släktena Larrea, Artemisia, Prosopis, Lupinus och Glyptopleura. Även stelnad växtsaft från släktet Prosopis hittades i kindpåsarna. Ibland äts även blad och fruktliknande kapslar av flenörtsväxter. Exemplar i fångenskap skapade liksom ekorren gömmor med föda utanför boet. Med hjälp av framtassarna stoppas frön med hög hastighet i kindpåsarna. Allmänt förs varje hand 9 gånger till kindpåsen under en sekund.

### Fortplantning
Honan undviker all kontakt med hanen så länge hon inte är mottaglig. Kopulationen varar en eller några minuter och hanens rörelser är ganska långsamma. Honan har mellan januari och juli en eller två kullar med upp till sex ungar per kull. Ungarna föds efter 29 till 32 dagar dräktighet. Allmänt blir honor 10 till 15 dagar efter födelsen åter brunstiga. Nyfödda ungar är vid födelsen i genomsnitt 52 mm långa (med svans) och 3 g tunga. Ungarna är i början nakna med genomskinlig hud så att de inre organen är synliga. Öronens öppningar öppnas efter 9 till 15 dagar och ögonen öppnas efter 11 till 17 dagar. Ungen kan efter 9 dagar kravla och börjar efter 11 dagar hoppa. Den börjar efter 7 till 10 dagar med fast föda. Ungarna diar sin mor 15 till 25 dagar. De blir efter ungefär 90 dagar könsmogna och de når sin vuxenvikt efter 150 till 180 dagar. Några exemplar blir i fångenskap 5,5 år gamla. De äldsta individerna blev 9 år gamla.